# Koblenzer Brauerei
Vous pouvez aider à l'améliorer ou bien discuter des problèmes sur sa page de discussion.
- Il ne cite pas suffisamment ses sources. Vous pouvez indiquer les passages à sourcer avec {{référence nécessaire}} ou {{Référence souhaitée}}, et inclure les références utiles en les liant aux notes de bas de page. (Marqué depuis avril 2021)
- Il contient une ou plusieurs listes. Le texte gagnerait à être rédigé sous la forme d’un ou plusieurs paragraphes synthétiques, afin d’être plus agréable à lire. (Marqué depuis avril 2021)

- Archive Wikiwix
- Bing
- Cairn
- DuckDuckGo
- E. Universalis
- Gallica
- Google
- G. Books
- G. News
- G. Scholar
- Persée
- Qwant
- (zh) Baidu
- (ru) Yandex
- (wd) trouver des œuvres sur Wikidata

La Koblenzer Brauerei est une brasserie à Coblence, dans le Land de Rhénanie-Palatinat.

## Histoire
Une première brasserie est fondée en 1689 dans l'Alter Brauhaus dans la vieille ville de Coblence. Dans l'ancien "Rathaus Monreal", la bière de Coblence est brassée de manière indépendante. L'origine est le privilège de la bière de l'électeur Lothar von Metternich en 1608, qui accorde à la ville de Coblence le droit de fabriquer sa propre bière. Après l'occupation française de Coblence en 1814, Johann Stahl reprend la brasserie.
En 1884, Josef Thillmann achète l'Alte Brauhaus et fonde en 1885 la Bierbrauerei Josef Thillmann. Il déplace le site de production sur le site actuel le long de Königsbach, au sud de Coblence.
En 1900, l'entreprise change de nom et devient Königsbacher Brauerei AG. Elle acquiert la même année la Prümm'sche Brauerei à Mendig puis en 1913 la Nassauer Union-Brauerei à Nassau (Lahn) et en 1938 J. Bubser Brauerei zur Nette à Weißenthurm. Entre 1914 et 1923, cette dernière avait acquis les droits de brassage des brasseries Leifert à Andernach, Volz à Dierdorf, Masson à Hillesheim et des Frères moraves de Neuwied et les avait intégrées à la brasserie de la Nette. En 1965, la Königsbacher Brauerei achète la Gebr. Fuchs - Kirchberger Brauhaus à Kirchberg (Hunsrück) et en 1971, la majorité des actions de Hirschbrauerei AG à Düsseldorf.
La station de distribution construite en 1970 est l'une des plus grandes d'Europe. La tour de la brasserie est l'une des plus grandes d'Europe, avec une hauteur de 72 mètres, et constitue un point de repère impressionnant que l'on peut voir de loin. Cette opération est suivie en 1974 par la mise en service d'une installation de remplissage entièrement automatisée pour fûts en acier inoxydable, la première du genre en Allemagne, et en 1974, une installation de traitement des eaux usées séparée est mise en service. 
En 1992, la brasserie entre dans le groupe Karlsberg. Depuis 1997, la Nette Edel Pils est brassée dans le Königsbacher. En 2010, la Bitburger Holding reprend les droits de distribution et de marque des marques de bière Königsbacher et Nette Edel Pils. Cependant, le site de production reste la brasserie de Coblence, qui appartient toujours à Karlsberg. La marque Zischke reste une propriété de Karlsberg.
Le 1er janvier 2012, Karlsberg vend la brasserie de Königsbach avec la marque Zischke à Egon Heckmann, directeur associé de Rhenser Mineralbrunnen, et à Isabell Schulte-Wissermann (avocate). Les deux propriétaires fondent la Koblenzer Brauerei GmbH. Les contrats avec la brasserie Bitburger concernant la marque et les droits de distribution restent valables. Dès le 7 décembre, les bières de la Koblenzer Brauerei GmbH sont disponibles dans le commerce. Ces bières sont commercialisées sous le nom de Koblenzer et sont disponibles sous forme de pils ou de weizen.